# Estación Conlara
Conlara es una estación ferroviaria ubicada en el paraje rural de Bella Vista, Departamento San Javier, Provincia de Córdoba, República Argentina.

## Servicios
No presta servicios de pasajeros desde 1993. Sus vías pertenecen a la empresa estatal de cargas Trenes Argentinos Cargas, aunque lo mantiene como un ramal inactivo.

## Historia
En el año 1905 fue inaugurada la estación, por parte del Ferrocarril Buenos Aires al Pacífico, en el tramo desde Estación Adolfo Rodríguez Saá hasta Villa Dolores.